# Hottonia
Hottonia es un género con siete especies de plantas  perteneciente a la familia de las primuláceas.

## Taxonomía
El género fue descrito por Carlos Linneo y publicado en Species Plantarum 1: 145. 1753. La especie tipo es: Hottonia palustris L. también conocida como violeta de agua y que habita aguas estancadas y ácidas.

## Especies
- Hottonia indica L.
- Hottonia inflata Elliott
- Hottonia millefolium Gilib.
- Hottonia palustris L.
- Hottonia serrata Willd.
- Hottonia sessiliflora Vahl